# Jibacoa
Jibacoa es un pueblo que se encuentra en el municipio de Manicaragua, provincia de Villa Clara, Cuba. Específicamente enclavado en las montañas del Escambray. Fue fundado durante la Revolución Cubana en 1961, aunque su historia se remonta a inicios del siglo XX.
En su "Diccionarion Cubano, Etimológico, Razonado y Comprensivo" (Veracruz, 1885); José Miguel Macías describe que Jiba es nombre Taino dado a las plantas del género erythroxylum, "arbustos silvestres que abundan a orillas de rios, lagunas y tierras anegadizas... la semilla la comen el sinsonte, cao, cotorra, torcaz, zorzal real y aves domésticas" y Coa es punta, término, esquina final, por ejemplo en la lanza de palo con punta endurecida para labrar la tierra. Así pues Jibacoa se cree significa "Muerte de la Jiba" o más comprensivamente "El lugar donde terminan/se acaban/o tienen sus puntas las plantas de Jibas".
Su actividad económica fundamental es el Café.
El Plan turquino Manatí al cual pertenece Jibacoa, cuenta con una extensión territorial de 309 km² y una población de 9505 habitantes, del cual el 88,7% es rural, la urbana se localiza en el poblado de Jibacoa.
Éste está situado en el macizo montañoso Guamuhaya, permaneciente al Plan Turquino Villaclareño, en el municipio de Manicaragua, conforma un Consejo Popular con la extensión territorial de 78,5 km y una población de alrededor de 3 101 habitantes, con una densidad poblacional de 39.75 habitantes por km², la población se encuentra situada en 10 asentamientos poblacionales.

## Arquitectura

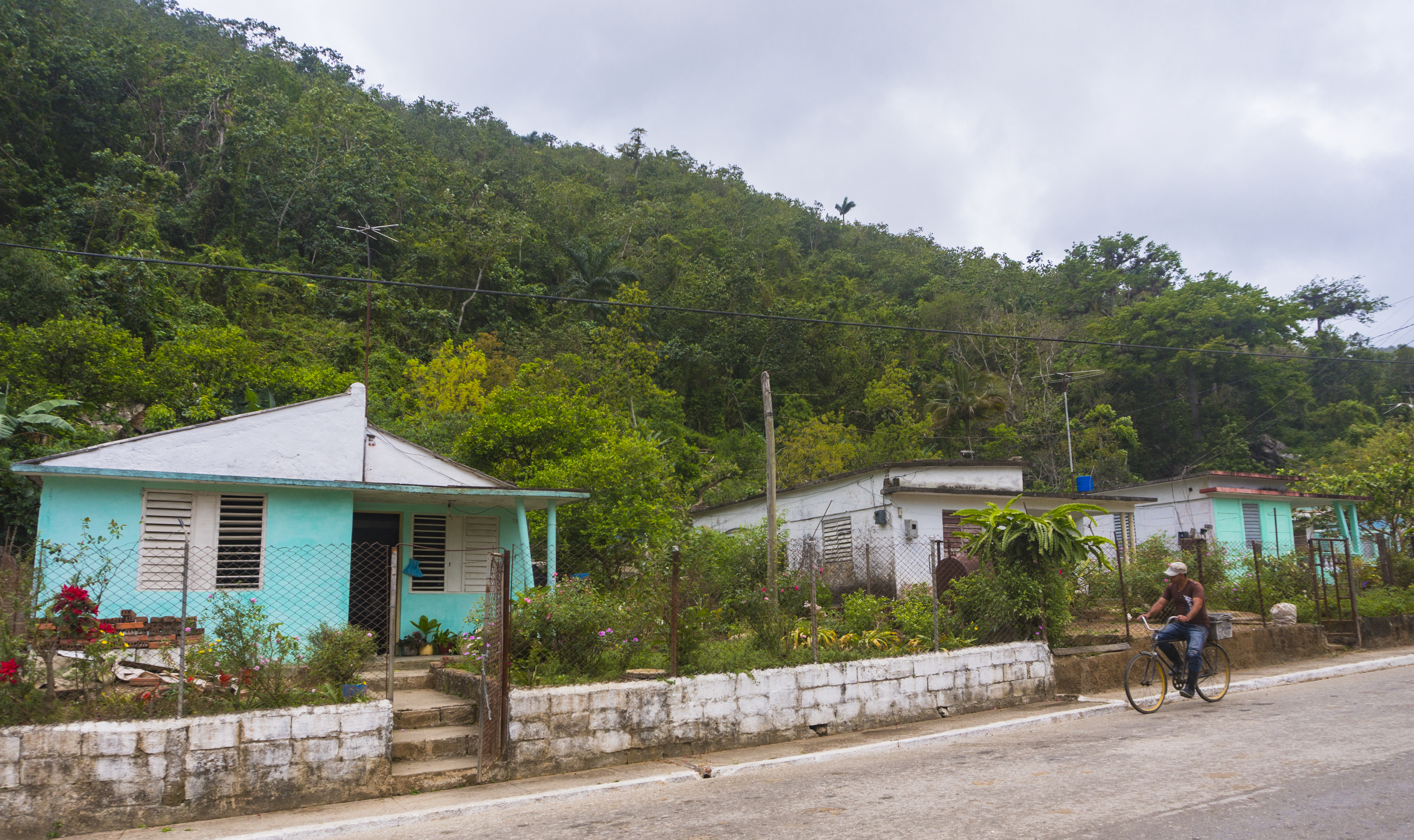
Houses in "Mountain Architecture" style (60's onward) in Jibacoa's main road.

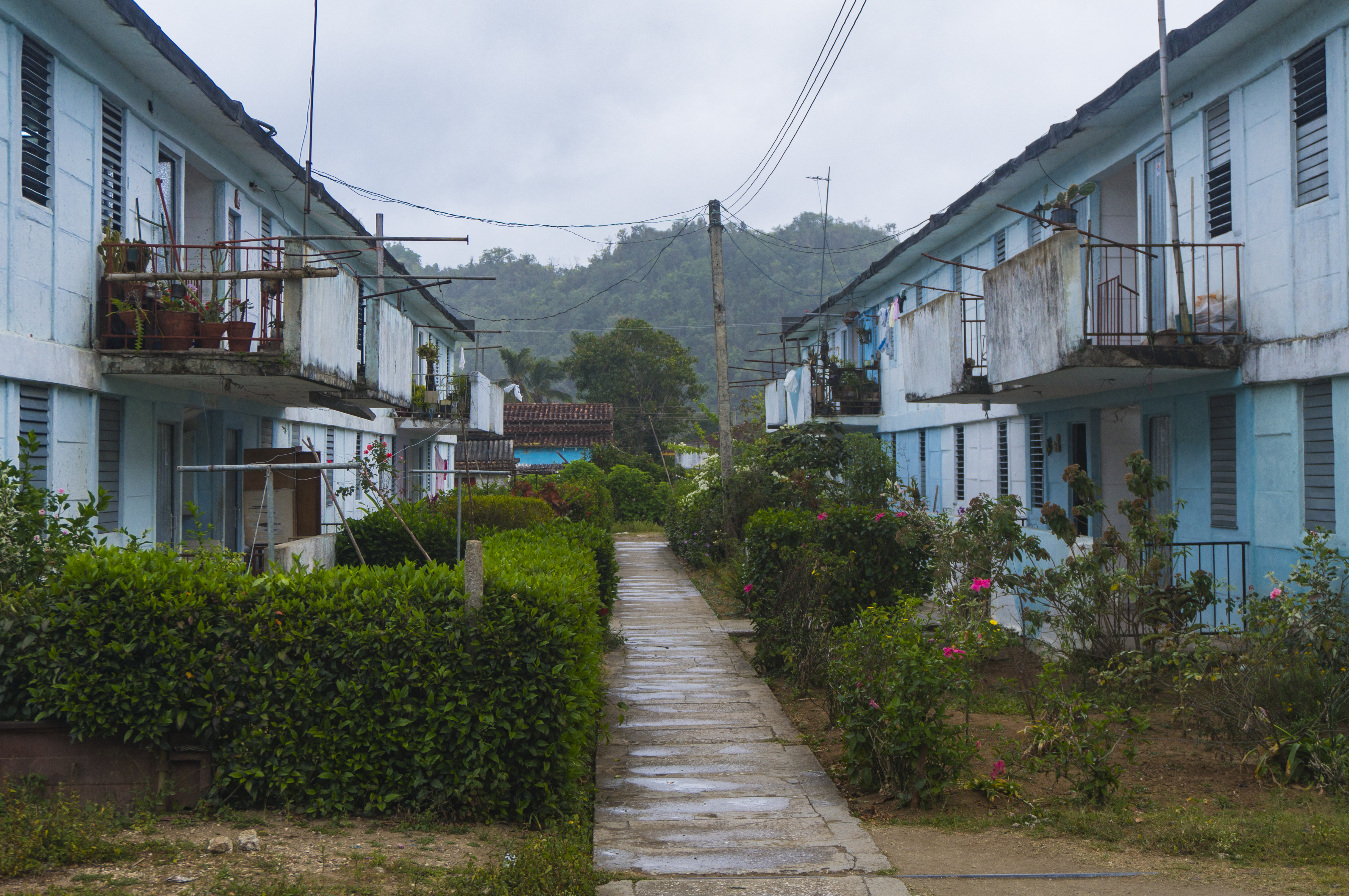
Bi-plantas (two story buildings) in Jibacoa, Manicaragua, Cuba.

Jibacoa a diferencia de otros pueblos de Cuba, no posee una arquitectura colonial, ya que la mayor parte de la localidad fue construida a unos meses del triunfo de la Revolución Cubana por lo que presenta una arquitectura que se ha convertido en típica de montaña con sus techos de placa adornados de tejas roja. Vale mencionar algunos ejemplos como: Joven Club de Computación, Casa de Cultura, Terminal de Ómnibus, Banco Popular de Ahorro.

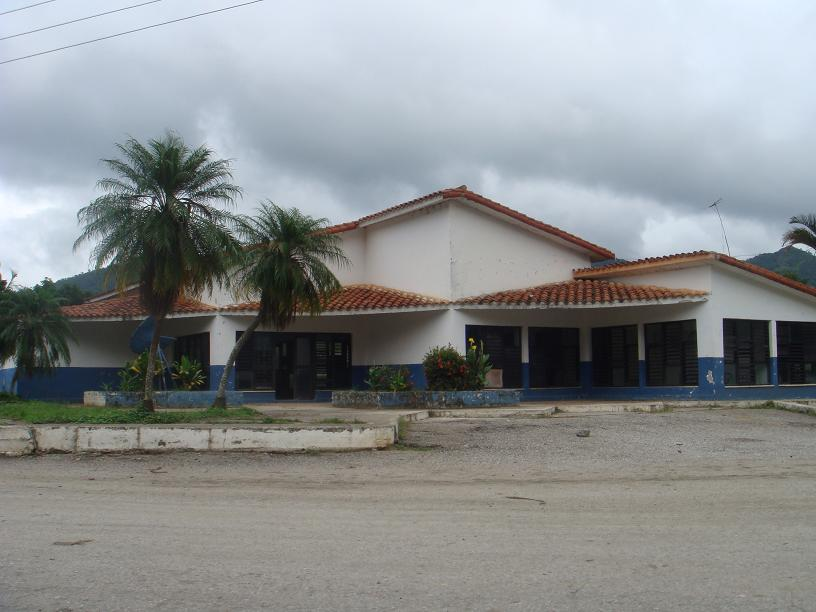
Arquitectura-Terminal de Omnibus.

Antes del triunfo de la Revolución la localidad solo contaba con varias viviendas de campesinos y una iglesia, única construcción con estilo colonial de la localidad que actualmente es una casa de vivienda, esta tuvo que ser restaurada debido al deterioro por el paso de los años pero que mantiene sus rasgos coloniales.

## Educación
La educación cuenta con una escuela primaria Semi-Internado ¨Mártires de Chile¨, una Secundaria Básica ¨Obdulio Morales¨ un Preuniversitario (pre) José Quesada. Además cuenta con una Facultad Universitaria de Cultura Física y lo más representativo y de reciente apertura la Universidad Médica de la Montaña que abrió sus puertas a estudiantes de todo el Escambray.

## Cultura
Posee obras escultóricas en diferentes establecimientos como:La Cabeza de Indio, Fuente de Hombre, Obra: Aspecto Deslizante.
La Casa de cultura posee Galerías de artes, biblioteca, una sala teatro.
En la localidad se celebran diferentes eventos a lo largo de todo el año: Festival de Cine de la Montaña., Festival del Libro de la Montaña, Fiestas Populares (Carnavales de junio).

## Desarrollo económico social
Las actividades económicas fundamentales de esta Consejo Popular, son el cultivo del café y en menor medida los cultivos varios, los cuales se han ido potenciando con el fortalecimiento de la agricultura urbana y Suburbana.
Desde el 15 de enero de 2011 comenzaron a recibir con mayor claridad la señal de la Televisión Cubana. Esto fue posible al construirse una nueva torre de 30 metros e instalarse nuevos transmisores para dar respuesta a un viejo planteamiento de la comunidad que se quejaba de recibir la señal televisiva con muy mala calidad.

## Otros proyectos
- Wikimedia Commons alberga una categoría multimedia sobre Jibacoa.